# Mosjtjena
Mosjtjena (ukrainsk: Мощена, tr. Mosjtjena, polsk: Moszczana) er en landsby i Volyn oblast i det vestlige Ukraine.
Landsbyen har 583(2015) indbyggere. De fleste tilhører den ukrainsk-ortodokse kirke.
Landsbyen nævnes for første gang i et dokument fra 1543. Landsbyen var på det tidspunkt en del af Den polsk-litauiske realunion. Fra Polens tredje deling i 1795 blev Mosjtjena og Volhynien en del af det Russiske Kejserrige. Under Den polsk-sovjetiske krig blev landsbyen indtaget af Polen i 1919, før den som følge af Molotov-Ribbentrop-pagten og i overensstemmelse med Curzonlinjen tilfaldt Ukraine og Sovjetunionen.
Den 27. juni 1941 under Operation Barbarossa indtog Nazityskland landsbyen mens landsbyboerne tilsluttede sig den stadigt voksende Sovjetiske modstandsbevægelse og blandt andet saboterede Brest-Kovel-jernbanen, hvorunder en tysk soldat blev dræbt. Som hævn brændte nazisterne hele landsbyen ned.
Landsbyen blev befriet af Den Røde Hær den 7. juni 1944. Under krigen blev omkring 130 landsbybeboere dræbt.
I efterkrigstiden blev der opført 148 huse og i 1970 betjentes landsbyen af en fødeklinik, en forretning, et bibliotek, et kulturhus og en børnehave.